# 范婉雯
范婉雯（英語：FAN Yuen Man, Cecilia，1968年—），曾任香港特別行政區政府衛生署顧問醫生（長者健康服務），現任醫務衞生局副局長。
她於1992年加入香港政府。2020年出任衛生署顧問醫生（家庭醫學）。
2025年7月2日獲委任為醫務衞生局副局長。